# Primera División de Chile 2010
Primera División de Chile 2010, eller Campeonato Nacional de Primera Divisíón 2010 de Fútbol Profesional (spanska, ungefär: Högstadivisionen i nationella mästerskapet för professionell fotboll 2010), officiellt kallad Campeonato Nacional Petrobras 2010 av sponsorskäl, var högstaligan i Chile säsongen 2010. Mästerskapet, som från början hette "Torneo Apertura", började den 23 januari (med vinsten för Unión San Felipe mot Colo-Colo i Duelo de Campeones, "mästarduellen", som spelas mellan mästaren av högstadivisionen och andradivisionen föregående år), och den sista matchen spelades 5 december och till slut stod Universidad Católica som mästare, vilket innebar den 10:e titeln för klubben. Tvåa kom Colo-Colo, som också vann den första rundan av mästerskapet. Hela säsongen slutade den 19 december då Unión Española tog den tredje och sista platsen till Copa Libertadores 2011 då man vann det så kallade Liguilla Pre-Libertadores, som var ett kval för att få spela Copa Libertadores. I kvalet spelade 4 lag som på plats 3 till 7 i serien.
Mästerskapet skulle egentligen spelas med två separata turneringar, en Apertura och en Clausura, och därmed skulle det koras två mästare under säsongen samt en mästare av den sammanslagna tabellen när man slagit ihop Apertura och Clausura. Men efter den stora jordbävningen i början av året sköts ligan upp ett antal omgångar, vilket innebar att man inte skulle hinna med att spela två rundor och slutspel för båda, utan det bestämdes att mästerskapet skulle spelas över hela året, där alla lag möter alla två gånger. Detta innebar att mästerskapet bestod av 34 omgångar. Inget slutspel spelades. Efter halva serien spelats (efter 17 matcher) så kvalificerade sig det bäst placerade laget till Copa Libertadores 2011 samt till Copa Sudamericana 2010, medan det näst bäst placerade laget kvalificerade sig för att spela en avgörande matchomgång mot tvåan av Copa Chile 2009 om en plats i Copa Sudamericana 2010. Bäst placerad efter 17 omgångar var Colo-Colo, och tvåa låg Universidad de Chile. Detta innebar att Universidad de Chile fick spela mot CD Iquique, där Universidad de Chile vann och fick därmed spela Copa Sudamericana 2010. 

## Antal lag per region
| Region        | Antal | Lag |
| ------------- | ----- | --- |
| Metropolitana | 7     | Audax Italiano, Colo-Colo, Palestino, Santiago Morning, Universidad Católica, Universidad de Chile och Unión Española |
| Valparaíso    | 4     | Everton, San Luis, Santiago Wanderers och Unión San Felipe                                                            |
| Biobío        | 3     | Huachipato, Ñublense och Universidad de Concepción                                                                    |
| Antofagasta   | 1     | Cobreloa |
| Atacama       | 1     | Cobresal |
| Coquimbo      | 1     | CD La Serena |
| O'Higgins     | 1     | O'Higgins |

## Tabell

### Tabellen efter båda rundorna
| Nr | Lag                       | S  | V  | O  | F  | GM | IM | MS  | P  |
| -- | ------------------------- | -- | -- | -- | -- | -- | -- | --- | -- |
| 1  | Universidad Católica      | 34 | 23 | 5  | 6  | 77 | 39 | +38 | 74 |
| 2  | Colo-Colo                 | 34 | 22 | 5  | 7  | 67 | 34 | +33 | 71 |
| 3  | Audax Italiano            | 34 | 20 | 5  | 9  | 75 | 58 | +17 | 65 |
| 4  | Universidad de Chile      | 34 | 20 | 4  | 10 | 75 | 48 | +27 | 64 |
| 5  | Unión Española            | 34 | 14 | 10 | 10 | 58 | 50 | +8  | 52 |
| 6  | Huachipato                | 34 | 12 | 12 | 10 | 44 | 40 | +4  | 48 |
| 7  | CD La Serena              | 34 | 13 | 6  | 15 | 45 | 59 | −14 | 45 |
| 8  | Santiago Wanderers        | 34 | 12 | 9  | 13 | 48 | 52 | −4  | 45 |
| 9  | Unión San Felipe          | 34 | 12 | 7  | 15 | 38 | 47 | −9  | 43 |
| 10 | Cobresal                  | 34 | 12 | 6  | 16 | 47 | 52 | −5  | 42 |
| 11 | Palestino                 | 34 | 11 | 9  | 14 | 35 | 41 | −6  | 42 |
| 12 | O'Higgins                 | 34 | 10 | 11 | 13 | 46 | 44 | +2  | 41 |
| 13 | Ñublense                  | 34 | 9  | 13 | 12 | 54 | 66 | −12 | 40 |
| 14 | Cobreloa                  | 34 | 10 | 9  | 15 | 45 | 47 | −2  | 39 |
| 15 | Universidad de Concepción | 34 | 9  | 11 | 14 | 39 | 50 | −11 | 38 |
| 16 | Santiago Morning          | 34 | 9  | 9  | 16 | 34 | 45 | −11 | 36 |
| 17 | Everton                   | 34 | 8  | 10 | 16 | 38 | 58 | −20 | 34 |
| 18 | San Luis                  | 34 | 5  | 9  | 20 | 36 | 71 | −35 | 24 |

### Kvalifikationstabell efter första rundan
De tre främsta lagen efter 17 omgångar och deras följaktliga kvalificeringar för internationella fotbollsturneringar.
| Nr | Lag                  | S  | V  | O | F | GM | IM | MS  | P  |
| -- | -------------------- | -- | -- | - | - | -- | -- | --- | -- |
| 1  | Colo-Colo            | 17 | 12 | 2 | 3 | 38 | 15 | +23 | 38 |
| 2  | Universidad de Chile | 17 | 11 | 3 | 3 | 45 | 24 | +21 | 36 |
| 3  | Universidad Católica | 17 | 10 | 4 | 3 | 31 | 18 | +13 | 34 |

|  | Kvalificerade som "Chile 2" till Copa Sudamericana 2010 samt som "Chile 2" till Copa Libertadores 2011. |
|  | Fick spela ett dubbelmöte mot Municipal Iquique för att bestämma "Chile 3" till Copa Sudamericana 2010. |

## Kvalificeringar för internationella turneringar
Lagen som kvalificerade sig för Copa Libertadores 2011 var:
- Chile 1: Universidad Católica, som vinnare av mästerskapet 2010
- Chile 2: Colo-Colo, som bäst placerade lag efter 17 omgångar av mästerskapet 2010
- Chile 3: Unión Española, som vinnare av Liguilla de Copa Libertadores

Lagen som kvalificerade sig för Copa Sudamericana 2010 var:
- Chile 1: Unión San Felipe, som vinnare av Copa Chile 2009
- Chile 2: Colo-Colo, som bäst placerade lag efter 17 omgångar av mästerskapet 2010
- Chile 3: Universidad de Chile, som tvåa efter 17 omgångar av mästerskapet 2010 och därefter vinnare av dubbelmötet mot Municipal Iquique

### Dubbelmötet för kvalificering till Copa Sudamericana 2010
För att bestämma "Chile 3" spelades ett dubbelmöte mellan tvåan efter 17 omgångar i mästerskapet och tvåan i Copa Chile 2009. Dubbelmötet avgjordes 12 och 18 augusti 2010, och Iquique började att spela hemma. Totalt slutade dubbelmötet 6-1 till Universidad de Chile efter 2-0 borta och 4-1 hemma, och de får därmed spela Copa Sudamericana 2010.
|       | 12 augusti, 2010 | Municipal Iquique | 0–2 | Universidad de Chile | Estadio Tierra de Campeones, Iquique |                                      |
| 22:20 | 22:20            |                   |     | Vargas 8' Rojas 81'  | Publik: 5 935 Domare: Julio Bascuñán | Publik: 5 935 Domare: Julio Bascuñán |
| 22:20 | 22:20            |                   |     |                      | Publik: 5 935 Domare: Julio Bascuñán | Publik: 5 935 Domare: Julio Bascuñán |
| 22:20 | 22:20            |                   |     |                      | Publik: 5 935 Domare: Julio Bascuñán | Publik: 5 935 Domare: Julio Bascuñán |

|       | 18 augusti, 2010 | Universidad de Chile                         | 4–1 | Municipal Iquique | Estadio Francisco Sánchez Rumoroso, Coquimbo |                                      |
| 22:20 | 22:20            | Puch 24' Rodríguez 70', 84' Vargas 73' (str) |     | Contreras 44'     | Publik: 2 500 Domare: Julio Bascuñán         | Publik: 2 500 Domare: Julio Bascuñán |
| 22:20 | 22:20            |                                              |     |                   | Publik: 2 500 Domare: Julio Bascuñán         | Publik: 2 500 Domare: Julio Bascuñán |
| 22:20 | 22:20            |                                              |     |                   | Publik: 2 500 Domare: Julio Bascuñán         | Publik: 2 500 Domare: Julio Bascuñán |

## Liguilla de Copa Libertadores
Audax Italiano, Universidad de Chile, Unión Española och Huachipato spelade playoff-spel för den sista platsen till Copa Libertadores. Matchen spelades i dubbelmöten och började med två semifinaler där Audax Italiano (trea i serien) spelade mot Huachipato (sexa i serien) och Universidad de Chile spelade mot Unión Española (fyra respektive femma i serien). Till slut möttes Audax Italiano och Unión Española i en final som Unión Española till slut vann.
|  | Semifinaler          | Semifinaler          | Semifinaler    | Semifinaler    | Semifinaler |   |                | Final          | Final | Final | Final | Final |  |
|  |                      |                      |                |                |             |   |                |                |       |       |       |       |  |
|  |                      |                      |                |                |             |   |                |                |       |       |       |       |  |
|  | Huachipato           | Huachipato           | 2              | 0              | 2           |   |                |                |       |       |       |       |  |
|  | Huachipato           | Huachipato           | 2              | 0              | 2           |   |                |                |       |       |       |       |  |
|  | Audax Italiano       | Audax Italiano       | 1              | 2              | 3           |   |                |                |       |       |       |       |  |
|  | Audax Italiano       | Audax Italiano       | 1              | 2              | 3           |   | Audax Italiano | Audax Italiano | 1     | 1     | 2     |       |  |
|  |                      |                      |                |                |             |   | Audax Italiano | Audax Italiano | 1     | 1     | 2     |       |  |
|  |                      |                      | Unión Española | Unión Española | 2           | 1 | 3              |                |       |       |       |       |  |
|  | Unión Española       | Unión Española       | Unión Española | Unión Española | 2           | 1 | 3              | 0              | 4     | 4     |       |       |  |
|  | Unión Española       | Unión Española       |                |                |             |   |                |                |       | 4     |       |       |  |
|  | Universidad de Chile | Universidad de Chile | 0              | 1              | 1           |   |                |                |       |       |       |       |  |
|  | Universidad de Chile | Universidad de Chile | 0              | 1              | 1           |   |                |                |       |       |       |       |  |
|  |                      |                      |                |                |             |   |                |                |       |       |       |       |  |

### Semifinaler

#### Audax Italiano-Huachipato
|       | 8 december, 2010 | Huachipato                         | 2–1     | Audax Italiano | Estadio CAP, Talcahuano            |                                    |
| 20:00 | 20:00            | José Luiz Zelaye 35' Rebolledo 77' | Rapport | Zalazar 1'     | Publik: 6 039 Domare: Claudio Puga | Publik: 6 039 Domare: Claudio Puga |
| 20:00 | 20:00            |                                    |         |                | Publik: 6 039 Domare: Claudio Puga | Publik: 6 039 Domare: Claudio Puga |
| 20:00 | 20:00            |                                    |         |                | Publik: 6 039 Domare: Claudio Puga | Publik: 6 039 Domare: Claudio Puga |

|       | 12 december, 2010 | Audax Italiano       | 2–0     | Huachipato | Bicentario Municipal de La Florida, Santiago de Chile |                                  |
| 19:30 | 19:30             | Medel 2' Rieloff 49' | Rapport |            | Publik: 7 145 Domare: Pablo Pozo                      | Publik: 7 145 Domare: Pablo Pozo |
| 19:30 | 19:30             |                      |         |            | Publik: 7 145 Domare: Pablo Pozo                      | Publik: 7 145 Domare: Pablo Pozo |
| 19:30 | 19:30             |                      |         |            | Publik: 7 145 Domare: Pablo Pozo                      | Publik: 7 145 Domare: Pablo Pozo |

Audax Italiano vidare med totalt 3-2.

#### Universidad de Chile-Unión Española
|       | 9 december, 2010 | Unión Española | 0–0     | Universidad de Chile | Estadio Santa Laura SEK, Santiago de Chile |                                      |
| 19:30 | 19:30            |                | Rapport |                      | Publik: 5 652 Domare: Eduardo Gamboa       | Publik: 5 652 Domare: Eduardo Gamboa |
| 19:30 | 19:30            |                |         |                      | Publik: 5 652 Domare: Eduardo Gamboa       | Publik: 5 652 Domare: Eduardo Gamboa |
| 19:30 | 19:30            |                |         |                      | Publik: 5 652 Domare: Eduardo Gamboa       | Publik: 5 652 Domare: Eduardo Gamboa |

|       | 12 december, 2010 | Universidad de Chile | 1–4     | Unión Española                | Estadio Nacional de Chile, Santiago de Chile |                                      |
| 17:00 | 17:00             | Gallegos 76'         | Rapport | Monje 3' Canales 5', 65', 87' | Publik: 9 260 Domare: Enrique Gosses         | Publik: 9 260 Domare: Enrique Gosses |
| 17:00 | 17:00             |                      |         |                               | Publik: 9 260 Domare: Enrique Gosses         | Publik: 9 260 Domare: Enrique Gosses |
| 17:00 | 17:00             |                      |         |                               | Publik: 9 260 Domare: Enrique Gosses         | Publik: 9 260 Domare: Enrique Gosses |

Unión Española vidare med totalt 4-1.

### Final

#### Audax Italiano-Unión Española
|       | 15 december, 2010 | Unión Española         | 2–1     | Audax Italiano | Estadio Santa Laura SEK, Santiago de Chile |                                    |
| 20:00 | 20:00             | Leal 17' Canales 90+4' | Rapport | Pinto 73'      | Publik: 5 523 Domare: Jorge Osorio         | Publik: 5 523 Domare: Jorge Osorio |
| 20:00 | 20:00             |                        |         |                | Publik: 5 523 Domare: Jorge Osorio         | Publik: 5 523 Domare: Jorge Osorio |
| 20:00 | 20:00             |                        |         |                | Publik: 5 523 Domare: Jorge Osorio         | Publik: 5 523 Domare: Jorge Osorio |

|       | 19 december, 2010 | Audax Italiano  | 1–1     | Unión Española | Bicentario Municipal de La Florida, Santiago de Chile |                                   |
| 20:00 | 20:00             | Campos Toro 30' | Rapport | Canales 43'    | Publik: 11 953 Domare: Pablo Pozo                     | Publik: 11 953 Domare: Pablo Pozo |
| 20:00 | 20:00             |                 |         |                | Publik: 11 953 Domare: Pablo Pozo                     | Publik: 11 953 Domare: Pablo Pozo |
| 20:00 | 20:00             |                 |         |                | Publik: 11 953 Domare: Pablo Pozo                     | Publik: 11 953 Domare: Pablo Pozo |

Unión Española vidare till Copa Libertadores 2011 efter 3-2 totalt.

## Nedflyttningskval
Lagen som kom på 15:e och 16:e plats i Primera División, Universidad de Concepción och Santiago Morning, mötte lagen som kom på 3:e och 4:e plats i Primera B 2010, vilka var Deportes Antofagasta och Curicó Unido. Matcherna blev Universidad de Conepción - Curicó Unido samt Santiago Morning - Deportes Antofagasta. Både Universidad de Concepción och Santiago Morning lyckades försvara sina platser i den högsta divisionen, med 5-2 respektive 4-3 totalt i matcherna.
I matchen mellan Santiago Morning och Antofagasta gick den sista matchen till förlängning, efter att den första matchen som spelades i Antofagasta slutade 2-1 till Deportes Antofagasta. Matchen efter, som spelades på Estadio Municipal de La Pintana i La Pintana, Santiago de Chile, slutade 2-1 till Santiago Morning. Detta innebar 3-3 totalt över de två matcherna vilket alltså krävde en förlängning. I förlängningen gjorde Pablo Calandria mål i den 117:e minuten och avgjorde matchen till Santiago Mornings fördel.
|       | 12 december 2010 | Deportes Antofagasta    | 2–1 | Santiago Morning | Estadio Regional de Antofagasta, Antofagasta |                                       |
| 17:00 | 17:00            | Méndez 51' Escudero 86' |     | Ríos 56'         | Publik: 12 000 Domare: Patricio Polic        | Publik: 12 000 Domare: Patricio Polic |
| 17:00 | 17:00            |                         |     |                  | Publik: 12 000 Domare: Patricio Polic        | Publik: 12 000 Domare: Patricio Polic |
| 17:00 | 17:00            |                         |     |                  | Publik: 12 000 Domare: Patricio Polic        | Publik: 12 000 Domare: Patricio Polic |

|       | 18 december 2010 | Santiago Morning                   | 3–1 | Deportes Antofagasta | Estadio Municipal de La Pintana, Santiago |                                     |
| 17:00 | 17:00            | Torres 27' Ríos 28' Calandria 117' |     | Olivares 48'         | Publik: 1 409 Domare: Enrique Osses       | Publik: 1 409 Domare: Enrique Osses |
| 17:00 | 17:00            |                                    |     |                      | Publik: 1 409 Domare: Enrique Osses       | Publik: 1 409 Domare: Enrique Osses |
| 17:00 | 17:00            |                                    |     |                      | Publik: 1 409 Domare: Enrique Osses       | Publik: 1 409 Domare: Enrique Osses |

Santiago Morning vann med 4-3 totalt och spelar kvar i Primera División nästa säsong.
|       | 12 december 2010 | Curicó Unido | 0–2 | Universidad de Concepción | Estadio La Granja, Curicó          |                                    |
| 17:00 | 17:00            |              |     | Ramos 51' Arrué 82'       | Publik: 7 762 Domare: Claudio Puga | Publik: 7 762 Domare: Claudio Puga |
| 17:00 | 17:00            |              |     |                           | Publik: 7 762 Domare: Claudio Puga | Publik: 7 762 Domare: Claudio Puga |
| 17:00 | 17:00            |              |     |                           | Publik: 7 762 Domare: Claudio Puga | Publik: 7 762 Domare: Claudio Puga |

|       | 18 december 2010 | Universidad de Concepción           | 3–2 | Curicó Unido            | Estadio Municipal de Concepción, Concepción |                                      |
| 20:15 | 20:15            | Lorenzetti 20' Ramos 78' Arraya 90' |     | Muñoz 29' Gutiérrez 31' | Publik: 1 876 Domare: Eduardo Gamboa        | Publik: 1 876 Domare: Eduardo Gamboa |
| 20:15 | 20:15            |                                     |     |                         | Publik: 1 876 Domare: Eduardo Gamboa        | Publik: 1 876 Domare: Eduardo Gamboa |
| 20:15 | 20:15            |                                     |     |                         | Publik: 1 876 Domare: Eduardo Gamboa        | Publik: 1 876 Domare: Eduardo Gamboa |

Universidad de Concepción vann med 5-2 totalt och spelar kvar i Primera División nästa säsong.